# 바오준 510
바오준 510(영어: Baojun 510, 중국어 간체자: 宝骏510, 병음: Bǎojùn 510)은 SAIC-GM-우링이 바오준 브랜드를 통해 생산하는 서브컴팩트 크로스오버 SUV이다.

## 개요
510은 2017년 중국 시장에 공식 출시되었으며 2016 광저우 모터쇼에서 데뷔했다. 이 차량은 당시 530/560 소형 크로스오버 아래에 위치했다.
2018년 중국에서 가장 많이 팔린 크로스오버였으며, 바오준이 판매한 차량 중에서도 가장 많이 팔린 차량이었다. 2019년 6월년 기준, 약 80만 대의 510이 판매되었다. 또한 세계 역사상 가장 많이 팔린 신차 명판으로도 유명하다. 출시 후 첫 12개월 동안 416,883대의 판매량을 기록하여 전 세계 다른 어떤 차량보다도 높은 수치였다. 이 기록은 12개월 동안 319,536대가 판매된 바오준 560의 기록을 넘어섰다.

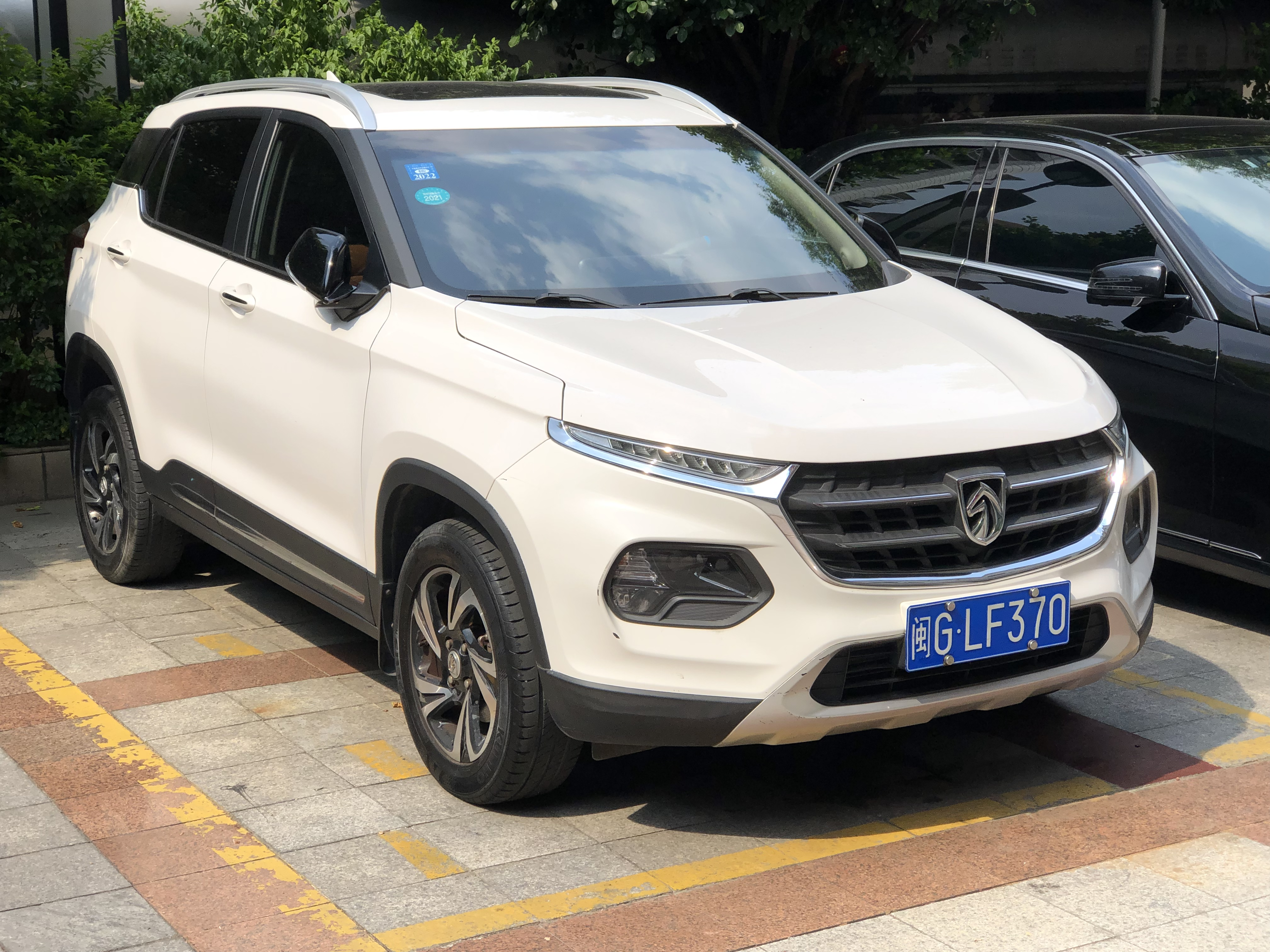
정면 (페이스리프트 이전)
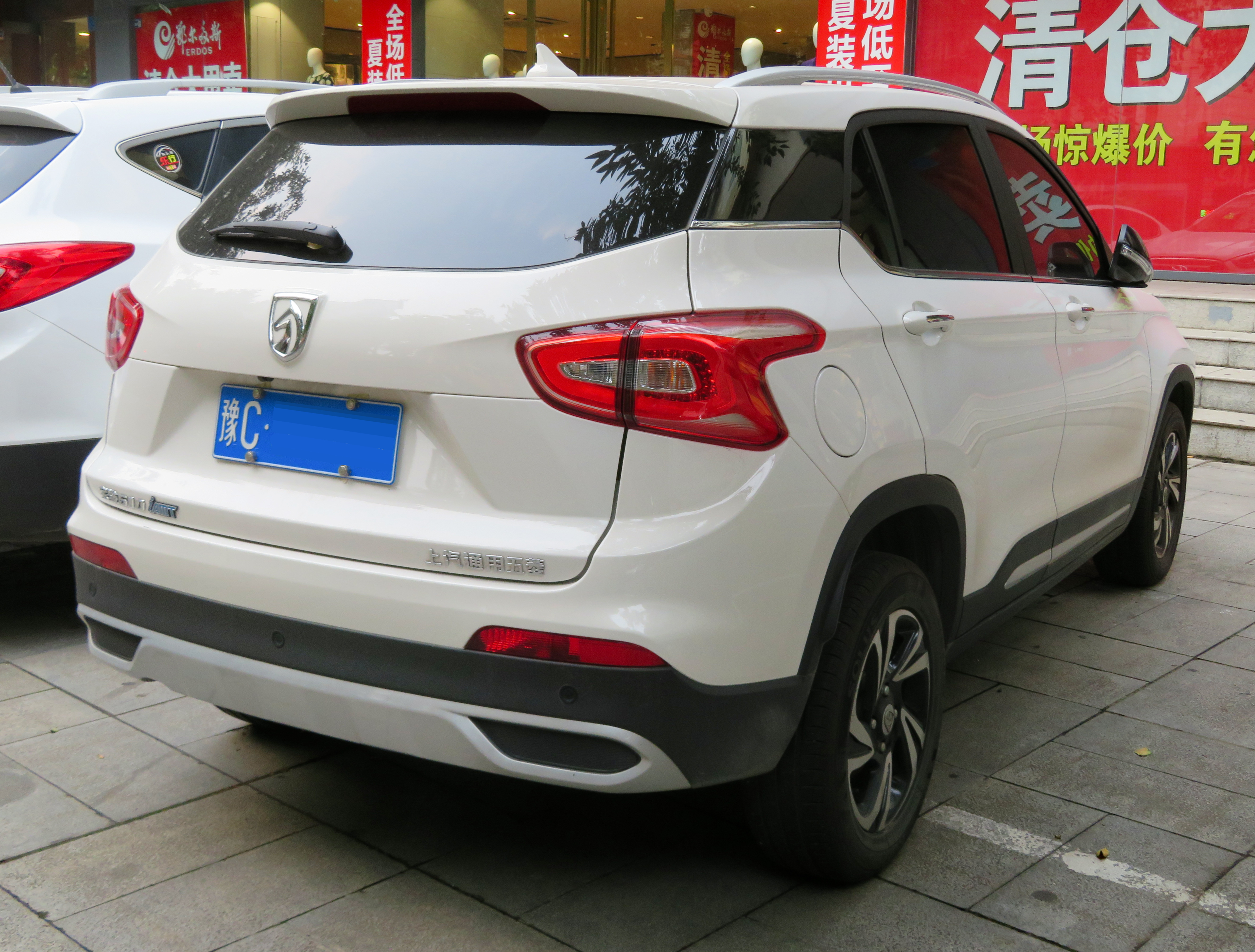
후면 (페이스리프트 이전)

### 페이스리프트
2019년 7월, 510은 업데이트된 그릴, 후면 페시아, 그리고 세 가지 주행 모드를 가진 CVT 옵션을 통해 페이스리프트를 받았다.

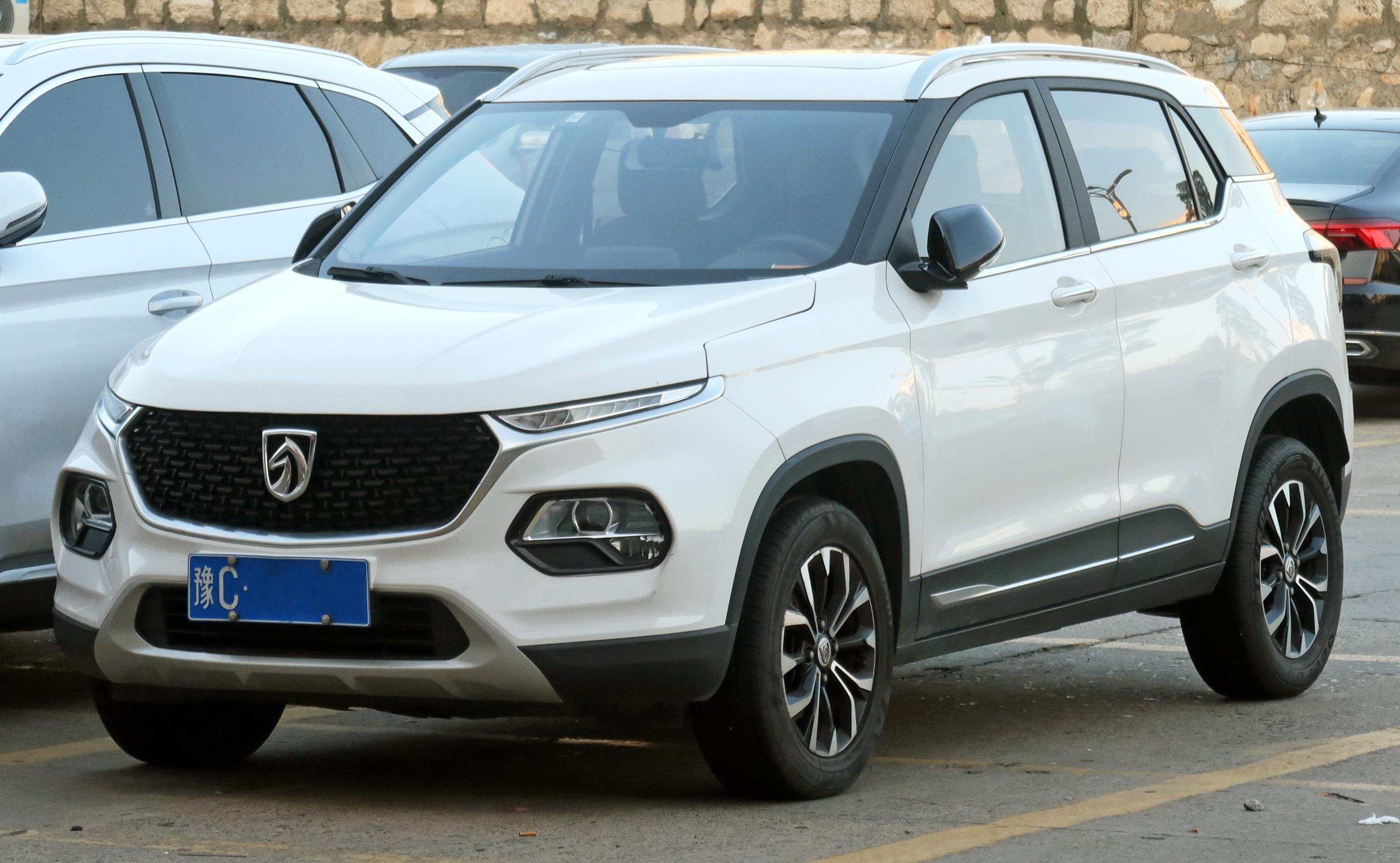
정면 (페이스리프트)
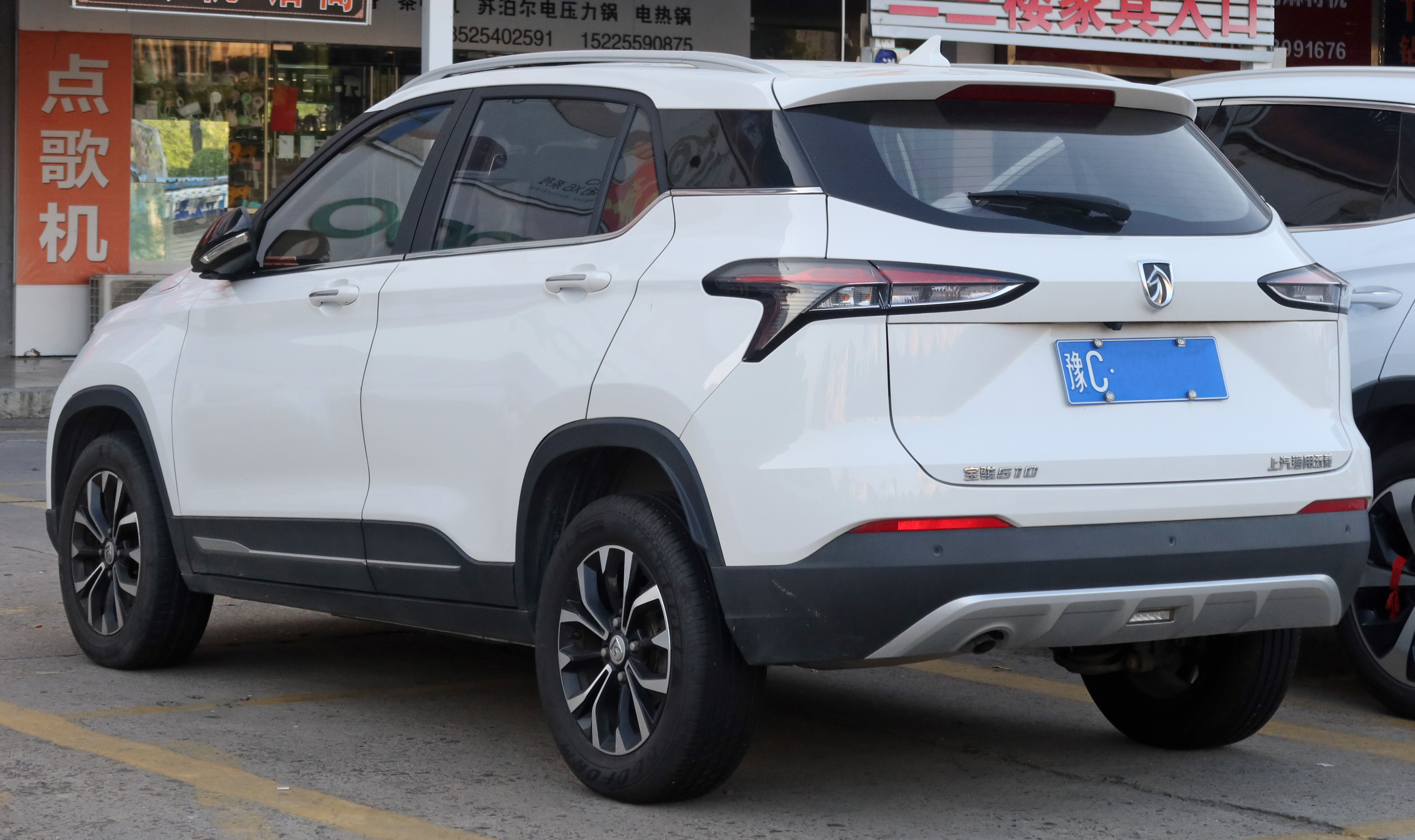
후면 (페이스리프트)

## 수출 시장
2020년, SAIC-GM-우링은 페이스리프트된 510을 쉐보레 그루브라는 이름으로 라틴 아메리카에 수출하기 시작했다. 또한 2021년 말부터 중동과 멕시코에도 수출되었다.

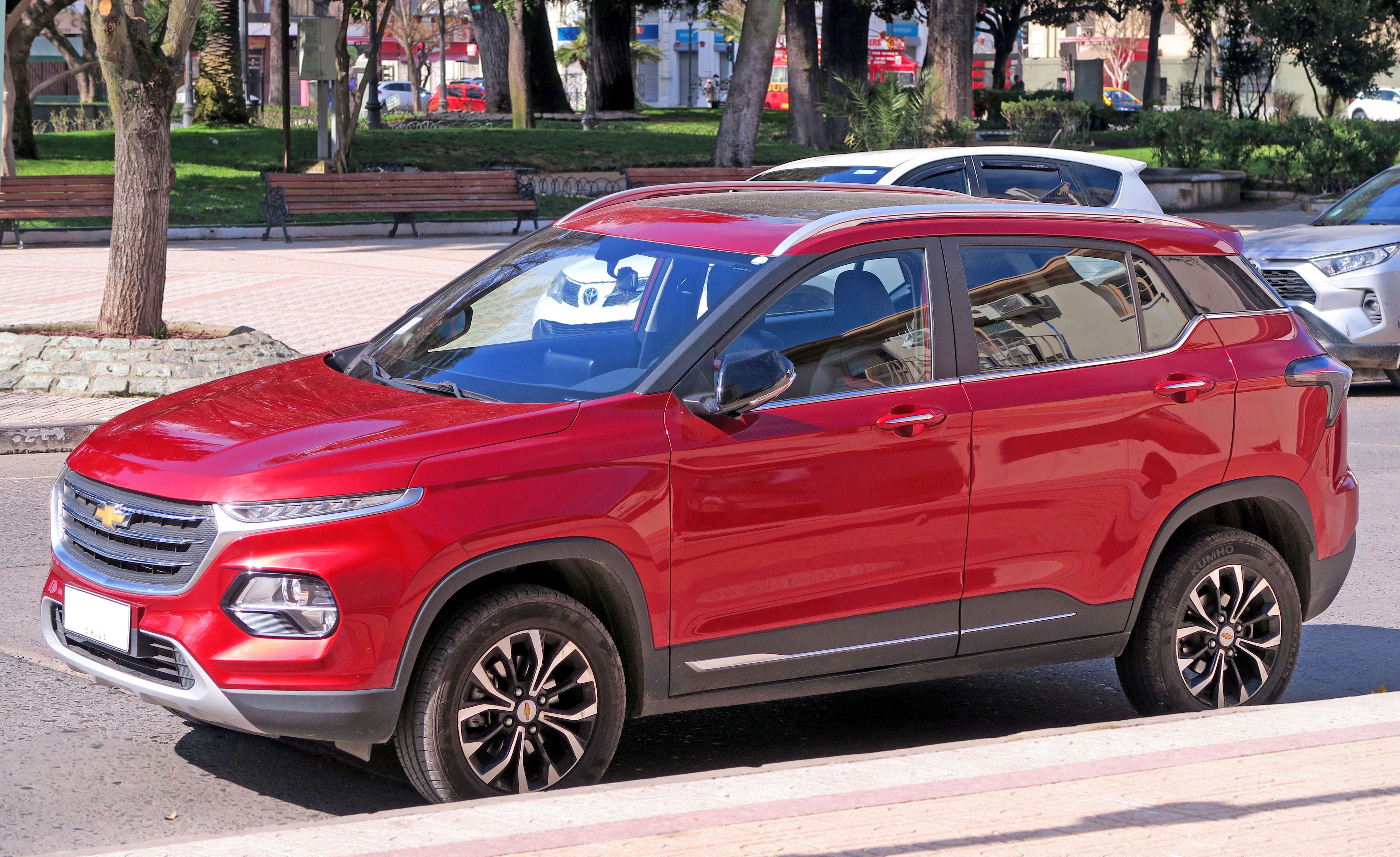
2024년 그루브 1.5 프리미어 (칠레)
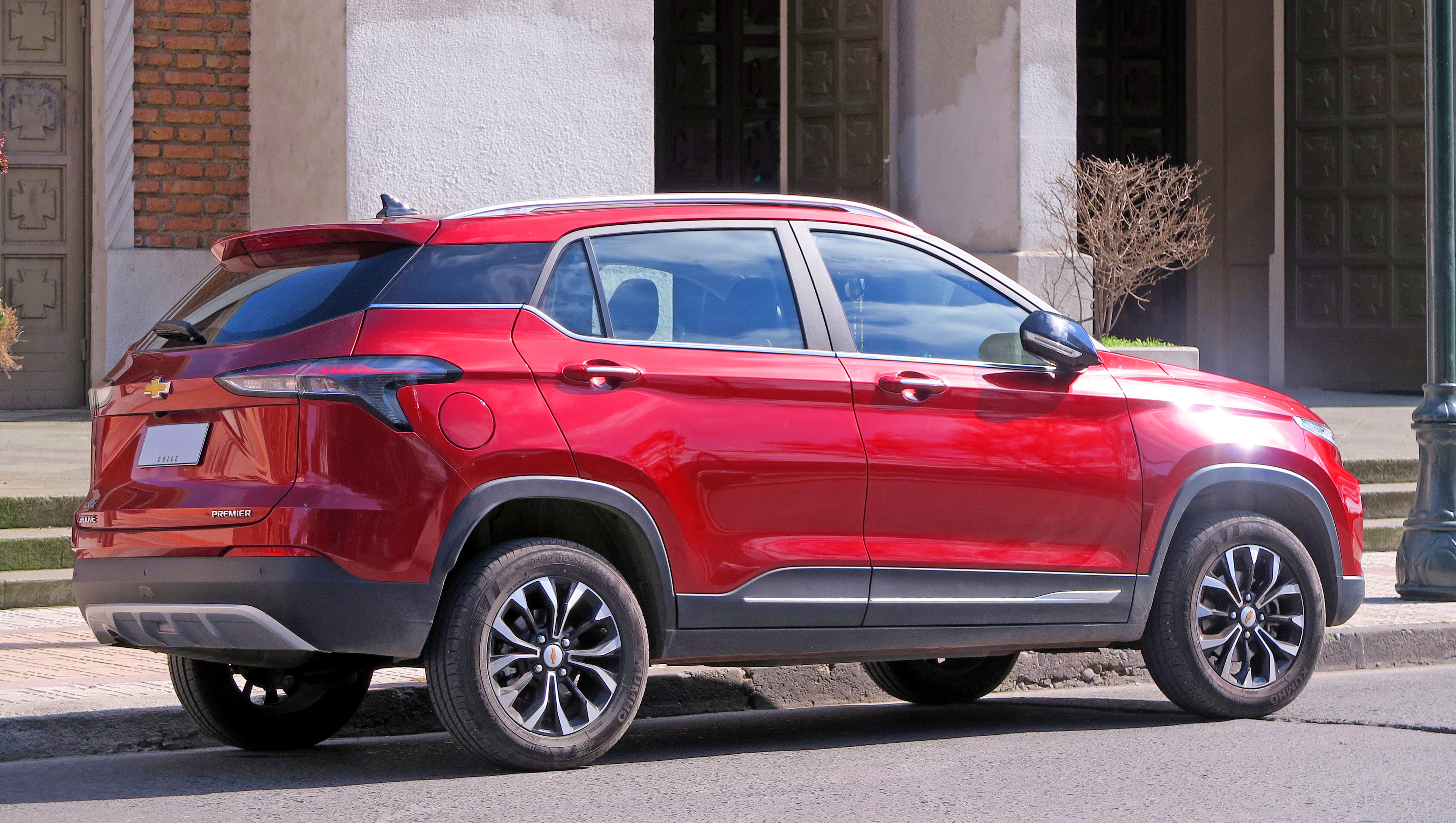
후면

## 후속 모델
2019년 후반, 바오준은 510의 후속 모델인 RS-3를 출시했지만, 프리미엄 옵션으로 510과 함께 판매되었다.

## 안전성

### 라틴 NCAP
가장 기본적인 라틴 아메리카 사양의 그루브는 2024년 라틴 NCAP에서 0점을 획득했다 (유로 NCAP 2014년과 유사).

## 판매량
| 연도 | 중국    | 칠레  |
| ---- | ------- | ----- |
| 2017 | 358,877 | —     |
| 2018 | 361,403 | —     |
| 2019 | 158,201 | —     |
| 2020 | 60,570  |       |
| 2021 | 32,991  | 9,007 |
| 2022 |         | 5,591 |
| 2023 | 510     | 6,009 |
| 2024 | 1       |       |